# Pierce-Arrow Model 38
Pour les articles homonymes, voir Model 38.
L'automobile Pierce-Arrow Model 38-C est un modèle de voiture de tourisme produite par la firme américaine Pierce-Arrow de 1913 à 1919.

## Modèles
Le Model 38-C de 38 HP sort en 1913, en même tant que le Model 48-B de 48 HP et le Model 66-A de 66 HP. Le modèle évolue ensuite : Model 38-C-2 en 1914, Model 38-C-3 en 1915 et Model 38-C-4 en 1916. La production cesse fin 1918 pour se concentrer sur le Model 48-B-5.
Des carrosseries variées sont proposées, sur un châssis d'empattement 132 pouces (3 352,8 mm). Tous les modèles ont un moteur 6 cylindres 4 × 5,5 pouces (101,6 × 139,7 mm).
Ce modèle d'automobile est acheté de 1915 à 1918 par l'Armée Française pendant la Première Guerre mondiale et utilisé sous le nom de Pierce-Arrow C 2.